# 亞歷山德里亞 (紐約州)
亞歷山德里亞（英語：Alexandria）是一個位於美國紐約州傑佛遜縣的鎮。

## 人口
根據2020年美國人口普查的數據，亞歷山德里亞的面積為218.53平方千米，當中陸地面積為187.94平方千米，而水域面積為30.59平方千米。當地共有人口3741人，而人口密度為每平方千米17人。